# Aphodius negelctus
Aphodius negelctus là một loài bọ cánh cứng trong họ Scarabaeidae. Loài này được Schmidt miêu tả khoa học năm 1912.